# Le Christ bénissant (Bellini, Fort Worth)
Pour les articles homonymes, voir Le Christ bénissant.
Le Christ bénissant   (en italien : Cristo benedicente) est une peinture religieuse réalisée par  Giovanni Bellini vers 1500. Elle est actuellement exposée au musée d'art Kimbell

## Histoire
On trouve l'œuvre au XIXe siècle dans des ventes privées mais sans en connaître l'auteur avec certitude, on l'attribue néanmoins à Cima da Conegliano.  
Josef H. Dasser de Zurich l'authentifia comme œuvre de Bellini, probablement vers 1958, et la Hallsborough Gallery de Londres l'acheta.
La Kimbell Art Foundation, Fort Worth, l'acquit en 1967.

## Thème
Le Christ bénissant est une figure de l'iconographie christique traditionnelle : Jésus, de face, en pied ou en buste, lève la main droite avec deux doigt levés, en signe de bénédiction à destination des protagonistes présents ou plus généralement au monde.

## Description
Le Christ est représenté en buste, de face, la tête droite ; il est simplement vêtu d'un linge blanc lui ceignant les reins et couvrant l'épaule droite; ses stigmates sont visibles mais discrets, refermés, un au creux de sa main droite levée, deux doigts dressés en signe de bénédiction ; un seul autre de ses stigmates est visible, celui de sa plaie au flanc droit ; des rayons partent de sa tête sur le haut et les côtés mais sans forme d'auréole.
De sa main gauche, le Christ porte une hampe rouge dressée.
Juste derrière lui, à la droite du tableau deux lapins, un blanc et un roux, s'embrassent et, entre sa main levée et son épaule droite, un arbre s'élève, avec un oiseau sur une de ses branches sèches.
Un paysage occupe le fond de la composition, laissant voir à droite et à gauche des collines et des bâtiments avec un très haut et fin campanile à droite. Dans un pâturage, à gauche, un berger rassemble son troupeau. Sur un chemin qu'on devine à droite, trois personnages, un jaune, rouge et un blanc reviennent de l'église.
Le ciel, qui porte des nuages, va du doré à l'horizon, au bleu clair en haut.

## Analyse

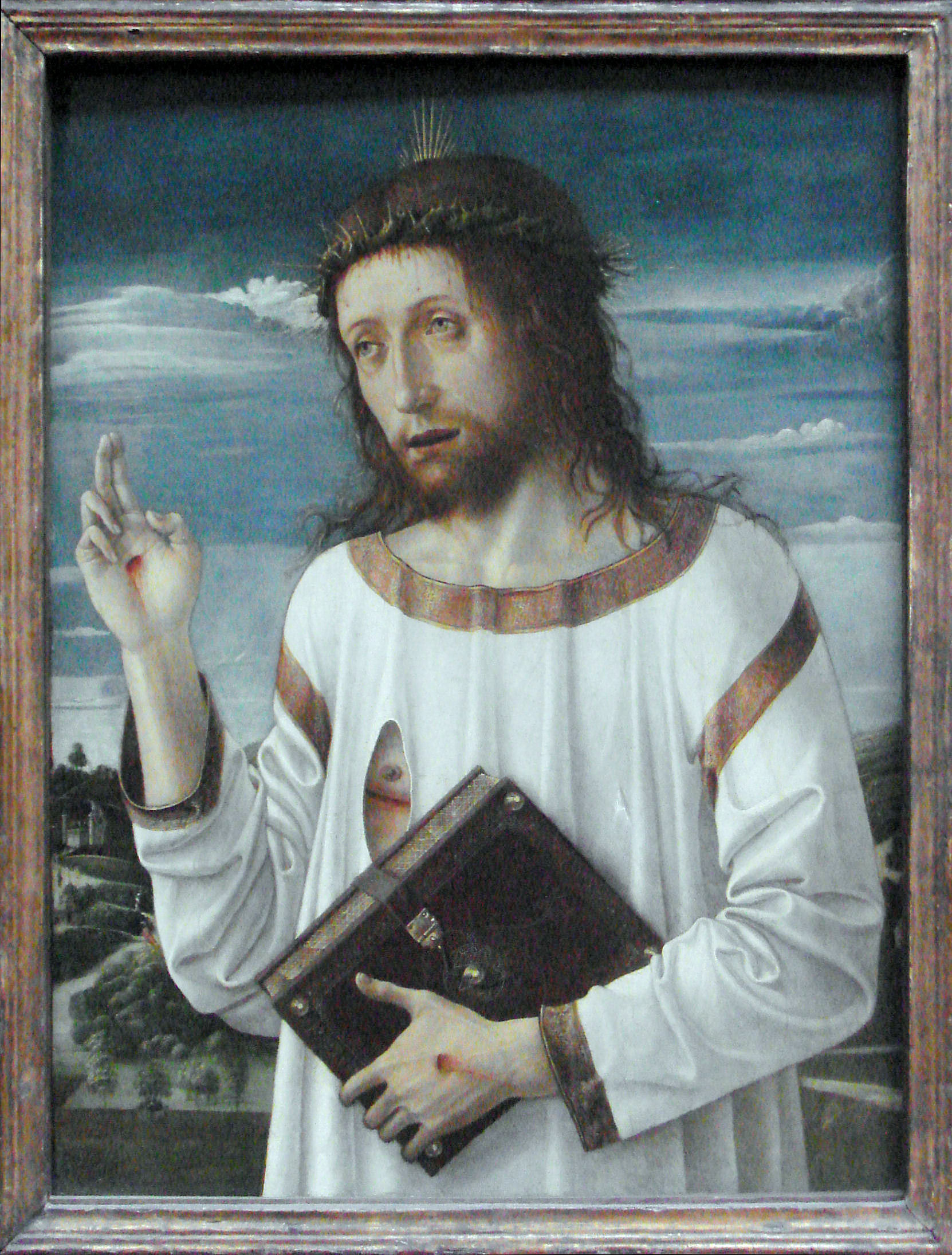
L'autre version, conservée au musée du Louvre.

La hampe rouge est signe de son martyre, lui ayant transpercé le flanc droit, devenue ensuite la hampe portant sa bannière blanche à croix rouge.
Les lapins sont symboles de renaissance, le berger, celui du Christ en « Bon Berger » (Jean, 10:14).
Les trois petites figures sont celles des trois Marie ayant accompagné le Christ vers sa tombe.
Un autre tableau du maître plus ancien, sur le même thème du Christ bénissant, est conservé au musée du Louvre à Paris. Il est d'une autre facture artistique : le Christ n'affiche pas un visage rayonnant, mais triste, la tête légèrement baissée.

## Sources
- Notice du musée